# Rudolf Schaefer (Mediziner)
Rudolf Schaefer (* 20. April 1896; † 14. Januar 1979) war ein deutscher Mediziner.
Schäfer studierte Medizin an der Universität Königsberg, wo er 1922 promoviert und 1927 im Fach der Inneren Medizin habilitiert wurde. Als Privatdozent wurde er von der Universität Königsberg beurlaubt, um als Chefarzt der inneren Abteilung an das  St. Johannes-Hospital in Dortmund zu wechseln. Wegen einer chronischen Krankheit musste er eine körperlich weniger anstrengende Tätigkeit suchen. Er ließ sich an der Universitäts-Augenklinik der Charité in Berlin zum Augenarzt ausbilden. 

## Veröffentlichungen
- Ueber Magen-Darmsyphilis nebst gleichzeitiger Mitteilung eines Falles von Ulcus duodeni syphiliticum. Petzelberger, Königsberg 1922 (Dissertation, Universität Königsberg, 9. Mai 1922).

Zeitschriftenartikel
- Über Diffusion von Arsenit in Gelatine, 1923
- Über kolloide Eigenschaften des Phlorrhizins, 1924
- Die Chinhirdonelektrode bei klinischen pH-Messungen, 1925
- Über die elektrische Leitfähigkeit der Liquor cerebrospinalis, 1925
- Zur Differentialdiagnose der Agranulochtose, 1926
- Mineralbestand und Gewebsbestand tuberkulöser Lungen, 1928